# Opa Sanganté
Opa Sanganté (Casamance, Senegal, 1 de febrero de 1991) es un futbolista de Guinea-Bissau que juega en la posición de centrocampista con el U. S. L. Dunkerque de la Ligue 2.

## Selección nacional
Nacido en Senegal al igual que sus padres, era descendiente de Guinea-Bissau por sus abuelos, por lo que tiene tres nacionalidades junto a la francesa. Fue convocado para representar a Guinea-Bisáu en octubre de 2020, pero su debut internacional fue en la derrota por 0-2 ante Senegal el 11 de noviembre de 2020 por la clasificación para la Copa Africana de Naciones de 2021.
Fue convocado para jugar en la Copa Africana de Naciones 2023 donde anotó el autogol en la derrota por 0-1 ante Nigeria.

## Clubes
| Club               | País    | Año       |
| ------------------ | ------- | --------- |
| A. S. Beauvais     | Francia | 2012-2015 |
| F. C. Chambly      | Francia | 2015-2016 |
| L. B. Châteauroux  | Francia | 2016-2023 |
| U. S. L. Dunkerque | Francia | 2023-     |